# Liste somalischer Schriftsteller
Unübersichtliche Mischung aus somalischer und deutscher/englischer Schreibung; alphabetische Einordnung mal nach Vorname, mal nach „Nachname“ (bzw. eigentlich Vorname des Vaters, um das handelt es sich nämlich beim zweiten Teil eines somalischen Namen) – bitte einheitlich! Amphibium 11:20, 31. Aug. 2008 (CEST)
Liste somalischer Schriftsteller

## A
- Abdi Bashiir Indhobuur
- Abdillahi Suldaan Mohammed Timacade
- Mohamed Diriye Abdullahi
- Aden Ibrahim Aw Hirsi
- Ahmed Farah Ali 'Idaja'
- Amina Said Ali
- Farah Mohamed Jama Awl (1937–1991)

## B
- Ahmed Sheikh Ali "Burale"

## D
- Waris Dirie (* 1965)

## F
- Nuruddin Farah (* 1945)

## H
- Abdiqadir Hersi Yam-Yam

## J
- Afdhere Jama

## K
- Abdi Kusow

## M
- Maxamed Daahir Afrax
- Maxamed Xaashi Dhamac Gaariye
- Mohamed Ibrahim Warsame Hadrawi

## S
- Abdi Sheik Abdi
- Hassan Sheikh Mumin
- Said Sheikh Samatar (1943–2015)
- Shire Jama Ahmed

## W
- Abdourahman Waberi
- Warsame Indhoole

## X
- Xasan Xayle
- Cali Xuseen Xirsi